# Гинявичюс, Видас
Видас Гинявичюс (лит. Vidas Ginevičius, род. 11 мая 1978, Каунас, Литовская ССР, СССР) — литовский баскетболист и тренер, игравший на позиции разыгрывающего защитника. Главный тренер баскетбольного клуба «Ювентус» (Утена).

## Карьера
Карьеру начал в 1997 году, играя за клуб «Статиба» из Йонавы. За свою карьеру выступал за литовские клубы «Жальгирис», «Нептунас», «Алита», «Летувос Ритас», «Нявежис» и «Литкабелис». В России известен по выступлениям за владивостокский клуб «Спартак-Приморье», также играл в Турции в составе «Олин Эдирне». Пятикратный чемпион Литвы, победитель Балтийской баскетбольной лиги 2005 года, обладатель Кубка Литвы 2007 года и чемпион Белоруссии 2013 года.

## Сборная Литвы
В сборной играл на Олимпийских играх 2004 года и чемпионате Европы 2005 года. В 2006 году оставил сборную после случившегося несчастья в семье.

## Личная жизнь
Видас женат. Первый его сын родился в мае 2006 года и умер спустя почти месяц, что стало трагедией для Видаса и вынудило его оставить сборную. Второй сын родился в 2007 году.